# 咸陽縣
咸陽縣，中国旧县名，縣城咸陽城。
秦国置县，秦朝时属内史。西汉汉太祖元年（前206年），改咸阳县为新城县，又改为渭城县。《长安志》记：隋朝开皇九年（589年），以泾阳县改咸阳县。十一年（591年），县治徒秦咸阳城西三里，属雍州，即秦朝时的杜邮。大业二年（606年），省入泾阳县。唐朝武德元年（618年），再以泾阳县、始平县地析置。有望贤宫、便桥、兴宁陵、顺陵，在咸阳原。属京兆郡，寄治鲍桥。二年（619年），徒白起堡。六年（623年），又徒便桥西北，即县治所在。武周天授二年（691年），武则天以其母杨氏的顺陵在县界，升为赤县。神龙元年（705年），复为畿县，后为次畿。
北宋、金朝时，属京兆府。元朝时，属奉元路。明朝洪武初，咸阳县城在渭河北，洪武二年（1369年），徒治于渭南，即明咸阳城，今咸阳市城区。属西安府。清朝时，仍属西安府，评价：冲，繁，难。